# Раул Брандан
Раул Жерману Брандан (порт. Raul Germano Brandão; 12 березня 1867, Фош-ду-Дору, Португалія — 5 грудня 1930, Лісабон, Португалія) — португальський письменник.

## Біографія
Народився в сім'ї рибалки у Фош-ду-Дору, де пройшла його юність. Навчався в коледжі Порту, але після успішного закінчення другого курсу поступив у військову академію. Надалі він служив у військовому міністерстві, одночасно працюючи журналістом та публікуючи книги. Після відставки в 1912 році розпочався найбільш плідний період його літературної кар'єри, він пише: мемуари, романи, п'єси, розповіді про подорожі та книги для дітей. Помер в 1930 році.
Основний зміст його творчості — життя простого народу. Для його літературних творів характерні експресіонізм і містицизм в описі смерті і самотності, виділяють також реалізм в оповіданні і ліризм авторської мови.

## Твори
- 1890 — Impressões e Paisagens
- 1896 — História de um Palhaço
- 1901 — O Padre
- 1903 — A Farsa
- 1906 — Os Pobres
- 1912 — El-Rei Junot
- 1914 — A Conspiração de 1817
- 1917 — Húmus (1917)
- 1919 — Memórias (том I)
- 1923 — Teatro
- 1923 — Os Pescadores
- 1925 — Memórias (том II)
- 1926 — As Ilhas Desconhecidas
- 1926 — A Morte do Palhaço e o Mistério da Árvore
- 1927 — Jesus Cristo em Lisboa
- 1929 — O Avejão
- 1930 — Portugal Pequenino
- 1931 — O Pobre de Pedir
- 1933 — Vale de Josafat